# 萊沃恰

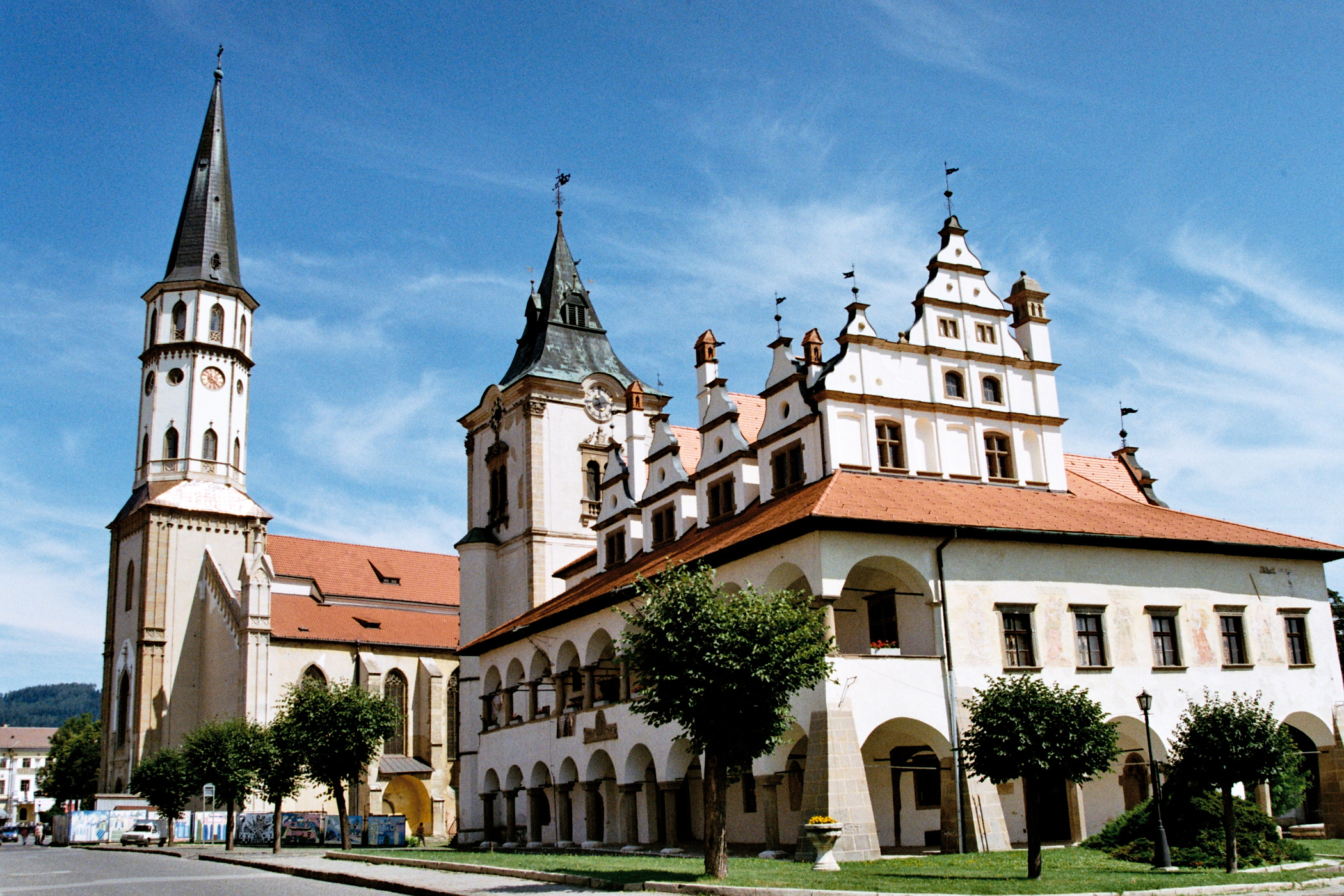

萊沃恰是斯洛伐克的城鎮，位於該國東部，由普列索夫州負責管轄，面積64.04平方公里，海拔高度570米，2006年人口14,731，其中八成居民信奉羅馬天主教。為世界遺產萊沃恰、斯皮什城堡及相關文化古蹟群的一部份。

## 友好城市
- 捷克利托米什爾
- 波蘭舊松奇
- 波蘭卡爾瓦里亞-澤布日多夫斯卡
- 波蘭萬楚特
- 匈牙利凱斯特海伊

## 外部連結
- Official website of Levoča
- St. James's Church （页面存档备份，存于）
- Article about Levoča at Spectacular Slovakia （页面存档备份，存于）
- Levoča International Music Festival ('Indian Summer in Levoča') （页面存档备份，存于）
- The Large Provincial House (student work)[]